# Aulonogyrus knysnanus
Aulonogyrus knysnanus is een keversoort uit de familie van schrijvertjes (Gyrinidae). De wetenschappelijke naam van de soort is voor het eerst geldig gepubliceerd in 1955 door Brinck.